# Habitatge al Carrer de l'Església, 11
L'habitatge al Carrer de l'Església, 11 és una casa amb elements barrocs al nucli d'Ullà (al Baix Empordà) inclosa a l'Inventari del Patrimoni Arquitectònic de Catalunya. Casal situat a la banda nord del nucli, prop de l'església. És un gran edifici de pedra, de tres plantes i coberta de teula a dues vessants (a la banda dreta a dos nivells), amb el carener perpendicular a la façana principal. Presenta les obertures en general allindades, emmarcades en pedra. Són perceptibles les modificacions efectuades a la façana. En una de les finestres de la façana principal de l'edifici apareix la data del 1731.